# Isla Burica

Isla Burica

La isla Burica es una pequeña isla ubicada aproximadamente a 1 km al sur de la punta Burica, en Panamá, a escasos kilómetros al este de la frontera entre Costa Rica y Panamá. Tiene una extensión de 0,11 km² y posee una pequeña playa que es sitio de anidamiento de tortugas marinas. En la isla se ubica un faro de navegación.